# ユーロビジョン・ソング・コンテスト1956
ユーロビジョン・ソング・コンテスト1956こと第1回ユーロビジョン・ソング・コンテスト(Grand Prix Eurovision de la Chanson Européenne 1956)は、1956年5月24日（木曜日）にスイス・ルガーノのテアトロ・クルザールで行われた。

主催:EBU欧州放送連合 、製作:スイス放送協会 (SRG SSR)、　司会は、ローエングリン・フィリッペーロ(Lohengrin Filipello)が担当した。

## 参加国及び放送ネットワーク
参加国は、僅か7ヶ国で、12人の歌手が14曲の歌で競い合った。各国が2曲ずつ歌ったのは、この回のみである。

当初、参加を表明していたイギリス、オーストリア、デンマークは、エントリー期限に間に合わなかったため、失格となった。

同時中継を実施した10ヶ国の11放送局は、自国の言語で解説のためにキャスターを会場に派遣している。

- スイス放送協会 (tsrテレヴィジオン・スイス・ロマンド※フランス語のみ)
- RTF フランス国営放送（フランス語）
- CLT テレ・ルクセンブルク（フランス語）
- INR ベルギー国営放送協会(フランス語)
- NIRベルギー国営放送協会(オランダ語)
- NTS オランダ・テレビ協会(オランダ語)
- ドイツ公共放送連盟(ドイツテレビジョン)(ドイツ語)
- イタリア放送協会 (国民テレビ)(イタリア語)

以下の各局は出場はなかったが放送を実施た局。
- オーストリア放送協会(ドイツ語)
- SRデンマーク国営放送(デンマーク語)
- 英国放送協会(英語)

当時は、テレビの普及率が低く、限られた地域しかカバーできていなかったため、テレビとラジオの同時放送を実施した。
ラジオ音声の記録は残っているが、テレビ映像は焼失したため、ニュース映画の優勝シーンしか残っていない。

## 結果
審査はルクセンブルクを除く各国2人ずつの審査員が1人当たり最高5点まで投票された。
優勝はスイス。しかしスイスはその後、1988年のセリーヌ・ディオンが優勝するまで32年間優勝がなかった。
| 登場順 | 国名           | 言語       | アーティスト名                                             | 曲目                            | 順位  |
| ------ | -------------- | ---------- | ---------------------------------------------------------- | ------------------------------- | ----- |
| 01     | オランダ       | オランダ語 | Jetty Paerl ジェティ・パール                               | De vogels van Holland           | n/k   |
| 02     | スイス         | ドイツ語   | Lys Assia リス・アシア                                     | Das alte Karussell              | n/k   |
| 03     | ベルギー       | フランス語 | Fud Leclerc フド・ルクレール                               | Messieurs les noyés de la Seine | n/k - |
| 04     | 西ドイツ       | ドイツ語   | Walter Andreas Schwarz ウォルター=アンドレアス・シュワルツ | Im Wartesaal zum großen Glück   | n/k   |
| 05     | フランス       | フランス語 | Mathé Altéry マテ・アルテリ                                | Le temps perdu                  | n/k   |
| 06     | ルクセンブルク | フランス語 | Michèle Arnaud ミッシェル アルノー                         | Ne crois pas                    | n/k   |
| 07     | イタリア       | イタリア語 | Franca Raimondi フランカ・ライモンディ                     | Aprite le finestre              | n/k   |
| 08     | オランダ       | オランダ語 | Corry Brokken コリー・ブロッケン                           | Voorgoed voorbij                | n/k   |
| 09     | スイス         | フランス語 | Lys Assia リス・アシア                                     | Refrain                         | 1     |
| 10     | ベルギー       | フランス語 | Mony Marc モニ・マルク                                     | Le plus beau jour de ma vie     | n/k   |
| 11     | 西ドイツ       | ドイツ語   | Freddy Quinn フレディ・クイン                              | So geht das jede Nacht          | n/k   |
| 12     | フランス       | フランス語 | Dany Dauberson ダニー・ドーベルソン                        | Il est là                       | n/k   |
| 13     | ルクセンブルク | フランス語 | Michèle Arnaud ミッシェル アルノー                         | Les amants de minuit            | n/k   |
| 14     | イタリア       | イタリア語 | Tonina Torrielli トニーナ・トリエリ                        | Amami se vuoi                   | n/k   |

※フランス代表の伴奏オーケストラ指揮は、フランク・プゥルセルが務めた。

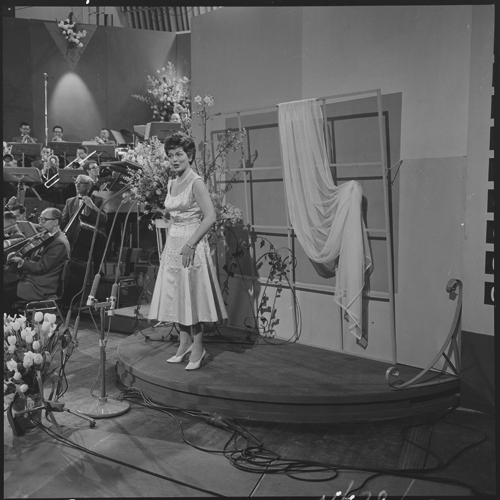
リス・アシア

## 歌詞
各曲の歌詞については以下を参照のこと

Diggiloo Thrush